# 서울창신초등학교
서울창신초등학교는 대한민국 서울특별시 종로구 창신동에 위치한 공립 초등학교이다.

## 연혁
- 1907년 7월 10일 원흥사(元興寺) 스님과 능인학교 설립 기도[1]
- 1912년 9월 20일 능인사립보통학교 개교. 이회광이 설립하고 이능화가 교장을 지냈다.[2][3] 건물은 원흥사의 것을 그대로 사용하였다.[4]
- 1916년 5월 20일 창신공립보통학교 개교(설립인가 5월 10일)[5]
- 1938년 4월 1일 경성창신공립심상소학교로 변경[6]
- 1941년 4월 1일 경성창신공립국민학교로 변경[7]
- 1971년 10월 4일 서울명신국민학교(1969명) 분리
- 1972년 11월 14일 도서실 개관[1]
- 1973년 8월 22일 일본 이바라키현 이시오카시 이시오카소학교 보관됨 2017-05-05 - 웨이백 머신(石岡小学校)와 자매결연[8]
- 1981년 3월 10일: 특수학급 개설[1]
- 1989년 5월 20일 교사 5동 개축 완공, 민속자료관 개관[1]
- 1991년 9월 30일 전 교실에 도시가스 난방 완공[1]
- 1994년 12월 30일 급식당 완공[1]
- 1995년 2월 6일 급식 실시 개시[1]
- 1996년 3월 1일 서울창신초등학교로 개칭[9]
- 1998년 9월 5일 보육실 설치[1]
- 2001년 4월 19일 현 교사 개축 착공[1]
- 2003년 2월 3일 신관 건물 완공(C동)
- 2005년 12월 26일 민속자료관 재개관
- 2008년 11월 25일 종로구 창신 거점 영어 체험센터 개관
- 2010년 9월 13일 도서실 리모델링 후 개관 (반딧불 도서관)
- 2012년 5월 24일 병설유치원 개원
- 2016년 5월 19일 개교 100주년 기념실 개관
- 2017년 1월 23일 반디갤러리 및 도담도담 쉼터 개관
- 2019년 2월 15일 제101회 졸업식(111명, 누계 52709명)
- 2019년 3월 1일 30학급 편성(학습도움반 1학급 포함)
- 2019년 9월 1일 제26대 진용희 교장 취임
- 2019년 10월 18일 꿈.끼.어울림 종합축제 실시

## 상징
- 교화(校花) - 민들레 : 은근과 끈기를 가지고 역경을 이겨내며 큰 꿈을 펼쳐 참된 일꾼으로 자라기를 바라는 마음
- 교목(校木) - 느티나무 : 어떠한 어려움과 시련에도 굴하지 않는 강인한 정신력과 건강한 몸으로 자라기를 바라는 마음

## 참고 문헌
- 경성부 (2014). 《국역 경성부사 제3권》. 서울: 서울특별시시사편찬위원회. ISBN 9788994033655.
- 서울창신초등학교 - 한국교육학술정보원 학교알리미